# Шипицыно (Омская область)
Шипи́цыно — село в Большереченском районе Омской области России. Административный центр Шипицынского сельского поселения.

## История
Основано в 1838 году. В 1928 году состояло из 63 хозяйств, основное население — русские. В административном отношении находилась в составе Кирсановского сельсовета Большереченского района Тарского округа Сибирского края.

## Население
| 1926 | 2002  | 2010  | 2021  |
| ---- | ----- | ----- | ----- |
| 328  | ↗1407 | ↘1268 | ↘1076 |

### Национальный состав
Согласно результатам переписи 2002 года, в национальной структуре населения русские составляли 92 % из 1407 чел.